# Karolew (powiat łowicki)
Karolew (niem. Karlshof) – wieś w Polsce położona w województwie łódzkim, w powiecie łowickim, w gminie Nieborów.
W latach 1975–1998 miejscowość należała administracyjnie do województwa skierniewickiego.
We wsi znajduje się dawny cmentarz ewangelicki. Najstarszy odczytany nagrobek pochodzi z 1909 roku. Na cmentarzu chowano również żołnierzy niemieckich poległych w 1915 roku.

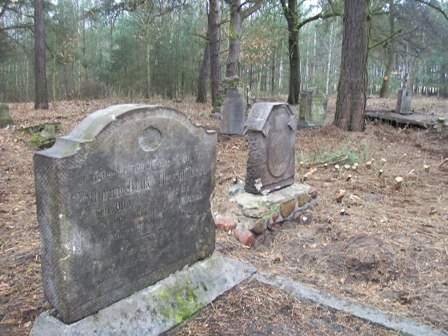
Cmentarz ewangelicki w Karolewie
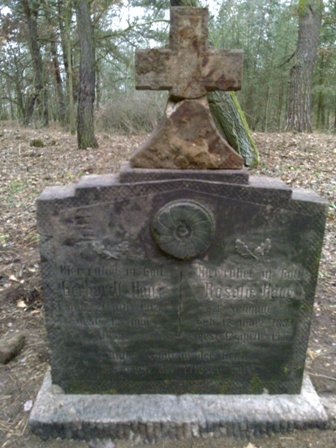
Nagrobek niemieckiej rodziny Hauk
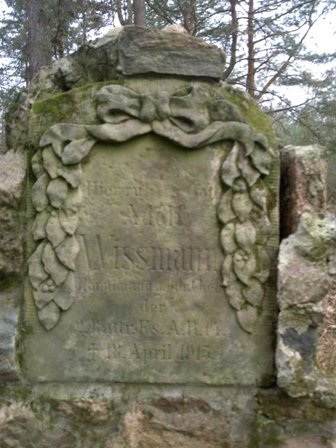
Kapitan Adolf Wissmann Dowódca 2 Baterii 14 Pułku artylerii fortecznej

Archiwalne zdjęcia cmentarza ewangelickiego z Karolewa znajdujące się w Muzeum Bitwy nad Bzurą w Kutnie.

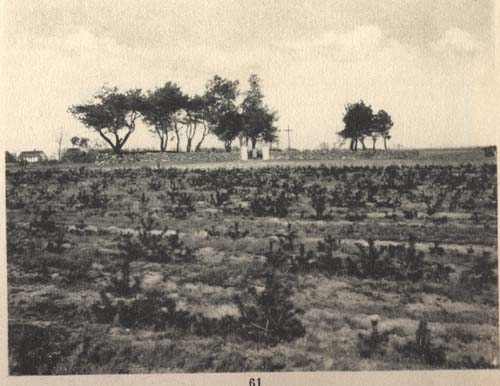
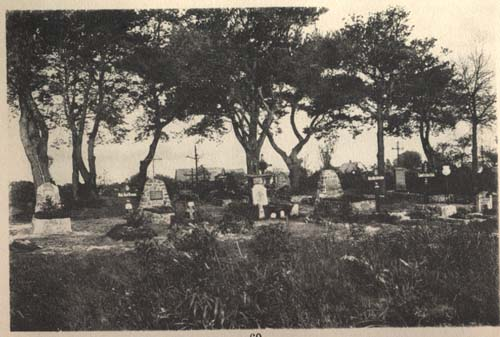

Lista osób pochowanych na cmentarzu, których dane z nagrobków udało się odczytać:
| Imię       | Nazwisko | Panieńskie | Pokrewieństwo  | Data urodzin | Data śmierci |
| ---------- | -------- | ---------- | -------------- | ------------ | ------------ |
| Christian  | Stähle   |            | ojciec         | 00.00.1847   | 00.00.1917   |
| Elisabeth  | Seutter  | Seutter    |                | 05.04.1873   | 01.03.1933   |
| Emma       | Richert  | Schmidt    | żona           | 24.06.1885   | 05.11.1919   |
| ...        | Richert  |            |                | 04.06.1884   | 00.10.1909   |
| Philippine | Hauk     | Otto       | żona           | 31.07.1850   | 08.12.1920   |
| Christof   | Hauk     |            | mąż            | 09.05.1850   | 12.12.1926   |
| Karolina   | Fröhlich | Lang       | żona           | 00.00.1840   | 08.12.1924   |
| Jakob      | Fröhlich |            | mąż            | 00.00.1840   | 24.12.1925   |
| Karolina   | Schmidt  | Sentter    | matka/żona     | 28.06.1850   | 01.01.1938   |
| Gotlieb    | Schmidt  |            | ojciec/mąż     | 29.11.1838   | 15.12.1928   |
| Rosalie    | Haug     | Schmidt    | żona           | 12.03.1889   | 12.04.1937   |
| Gerhardt   | Haug     |            | mąż            | 21.07.1912   | 13.05.1935   |
| Katharina  | Nehring  | Lang       | matka/babcia   | 13.03.1842   | 20.03.1920   |
| Ludwig     | Nehring  |            | ojciec/dziadek | 20.09.1828   | 11.02.1919   |
| Emil       | Nehring  |            | ojciec/mąż     | 09.07.1862   | 19.01.1932   |
| Johanna    | Nehring  | Nehring    | siostra        | 04.12.1914   | 03.04.1933   |
| Richard    | Nehring  |            | brat           | 19.11.1925   | 02.09.1933   |

Lista żołnierzy niemieckich pochowanych na cmentarzu podczas I wojny światowej:
| Imię    | Nazwisko   | Stopień i jednostka                                 | Data urodzin | Data śmierci |
| ------- | ---------- | --------------------------------------------------- | ------------ | ------------ |
| Adolf   | Wissmann   | Hauptmann u. Battr. Chef der 2. Battr. Fs. A. R. 14 | Nieznana     | 18.04.1915   |
| Gerhard | Lüdecke    | Fähnrich im 61 Inft. Regt.                          | Nieznana     | 14.02.1915   |
| K.      | Thielickie | Leutenant der Reserve, Res. Fußart Reg. 19, 3. Btl. | Nieznana     | 16.01.1915   |